# Stadsdeel

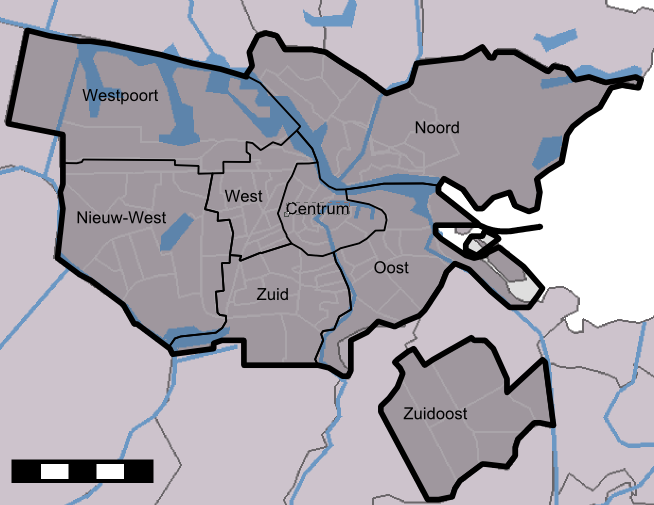
Division de la commune d'Amsterdam en stadsdelen depuis 2010.

Le terme néerlandais de stadsdeel (littéralement « partie de ville », traduit en français par « arrondissement » ou « district » – au pluriel stadsdelen) désigne les divisions administratives de la commune d'Amsterdam.
La commune est ainsi composée de huit arrondissements qui disposent tous de leur propre conseil d'arrondissement élu et de leur propre gouvernement d'arrondissement, à l'exception de Westpoort, au caractère de port industriel, rattaché à la mairie de la ville et ne disposant donc pas d'organes de décision propres du fait de sa très faible population. Sur le modèle des arrondissements de Paris, les stadsdelen sont habilités à délivrer des documents officiels et à gérer les besoins administratifs des habitants,.

## Liste
Le découpage tel qu'il existe aujourd'hui est imaginé dans les années 1980, mais ce n'est qu'à la fin des années 2000 que le processus s'achève à la suite du regroupement de différents arrondissements, en particulier au centre de la ville.
Les différents districts se présentent aujourd'hui comme suit (données de 2010) :
- Centre (en néerlandais : Centrum), 8,04 km2 pour 86 422 habitants ;
- Nouvel-Ouest (en néerlandais : Nieuw-West), 32,38 km2 pour 151 677 habitants ;
- Nord (en néerlandais : Noord), 49,01 km2 pour 94 766 habitants ;
- Est (en néerlandais : Oost), 30,56 km2 pour 135 767 habitants ;
- Ouest (en néerlandais : West), 9,89 km2 pour 143 842 habitants ;
- Port de l'ouest (en néerlandais : Westpoort), 10 km2 pour 192 habitants ;
- Sud (en néerlandais : Zuid), 17,41 km2 pour 144 432 habitants ;
- Sud-Est (en néerlandais : Zuidoost), 22,08 km2 pour 87 854 habitants.